# Ante Söderlindh
Nils Anders "Ante" Vilhelm Söderlindh, född 3 augusti 1908 i Örebro, död 8 januari 1987 i Täby, var en svensk militär (överste).

## Biografi
Söderlindh avlade studentexamen i Uppsala 1926 och blev fänrik vid Norrlands artilleriregemente (A 4) 1930. Han befordrades till löjtnant i flygvapnet 1938, till kapten 1939, till major 1944, till överstelöjtnant 1946 och till överste 1951. Söderlindh studerade på Artilleri- och ingenjörhögskolan 1932, genomförde flygutbildning 1937, Flygkrigshögskolan stabskurs 1942, radarkurs i Royal Air Force (RAF) i England 1947 och Försvarshögskolan 1958. Han var chef för flygstabens signalavdelning 1944–1948, Bråvalla flygflottilj (F 13) 1948–1950 och Västgöta flygflottilj (F 6) 1950–1960. Söderlindh var ställföreträdande eskaderchef för Tredje flygeskadern (E 3) 1960–1966, lärare 1966–1970 och verkställande direktör för stiftelsen Isaak Hirschs minne 1971–1976.
Ante Söderlindh var son till rektor Sem Söderlindh och Edith Andersén. Han gifte sig 1936 med Britt Rosenius (född 1913), dotter till kamrer Nils Rosenius och Edith Horwitz. Han är far till överste Håkan Söderlindh (född 1941).

## Utmärkelser
- Riddare av Svärdsorden (RSO), 1946.[3]
- Riddare av Vasaorden (RVO), 1948.[4]
- Kommendör av Svärdsorden (KSO), 6 juni 1955.[5]
- Kommendör av första klass av Svärdsorden (KSO1kl), 6 juni 1959.[6]
- Riksförbundet Sveriges lottakårers silvermedalj (SLKSM)[1]
- Sveriges civilförsvarsförbunds förtjänsttecken i guld (SCFftjtG)[1]
- Italienska luftstridskrafternas flygmärke (ItLstrm)[1]